# Gare de Montgeron-Crosne
Gare de Montgeron - Crosne vasútállomás és RER állomás Franciaországban, Montgeron településen.

## Vasútvonalak
Az állomást az alábbi vasútvonalak érintik:
- Párizs–Marseille-vasútvonal

## Kapcsolódó állomások
A vasútállomáshoz az alábbi állomások vannak a legközelebb:
- Gare de Villeneuve-Saint-Georges (Gare de Creil, D RER-vonal)
- Gare d’Yerres (Gare de Melun, D RER-vonal)

## Lásd még
- Franciaország vasútállomásainak listája
- A RER állomásainak listája